# Karup
Karup foi um município da Dinamarca, localizado na região noroeste, no condado de Viborg.
O município tem uma área de 162,61 km² e uma  população de 6682 habitantes, segundo o censo de 2004.